# Felipe Perena y Casayús
Felipe José Lorenzo Perena y Casayús (21 de mayo de 1764, Huesca, España – 1834 en Ortilla, España), fue militar durante la Guerra contra la Convención y la Guerra de la Independencia.

## Origen familiar
Nació en una familia de origen infanzón siendo hijo de José Perena el Menor y de Manuela Casayús, quienes eran propietarios de varios negocio además de unos viñedos en los que ayudó desde joven y realizó estudios superiores en la Universidad Sertoriana de Huesca, obteniendo los títulos de Profesor de Artes en el 1782 y de licenciado y doctor en leyes en el 1789.

## Guerra de la Convención
Durante la Guerra de la Convención, levantó a sus expensas una compañía libre que en su momento álgido llegó a estar formada por 220 hombres, siendo ascendido a capitán el 10 de junio de 1793 en Jaca y participando activamente en la guerra el 1 de julio de ese mismo año bajo las órdenes del Príncipe de Castelfranco. 
En el 1794, los franceses atacaron el valle de Canfranc, apareciendo en los combates de Urdos y Lescun.
Tras la campaña recibió varias comisiones a las órdenes del capitán general del Reino de Aragón y de su Real Sala del Crimen de la Audiencia del reino, estando entre estas misiones las de aprehender a varios grupos de delincuentes, por lo que fue ascendido el 15 de junio del 1796 a teniente coronel, retirándose entonces a la vida civil para atender a su negocio vinícola.

## Guerra de Independencia
Tras el estallido de la guerra, Palafox lo nombró comandante de los tercios de Huesca, a lo que respondió levantando tres tercios de mil cada uno que una vez preparados partieron hacia el Pirineo a inicios de julio del 1808 para iniciar actividades de guerrilla. A finales de julio regresa a Huesca con parte del primer batallón, desde donde saldrá el 1 de agosto en dirección a Zaragoza para prestar auxilio, uniéndose a otras tropas en Villamayor. Recibirá órdenes de Palafox de encaminarse a Villanueva de Gállego, donde los franceses estaban posicionados, para hacerlos huir mientras él avanza directamente sobre Zaragoza con un convoy importante de víveres.
El oscense conseguiría hacer huir a los franceses y desalojarlos de los altos de San Gregorio y de Juslibol siendo ascendido a coronel el 10 de agosto de ese mismo año, mientras avanzaba hacia la Torre de Esmir, que defendió hasta que los franceses levantaron el sitio el 14 de agosto.

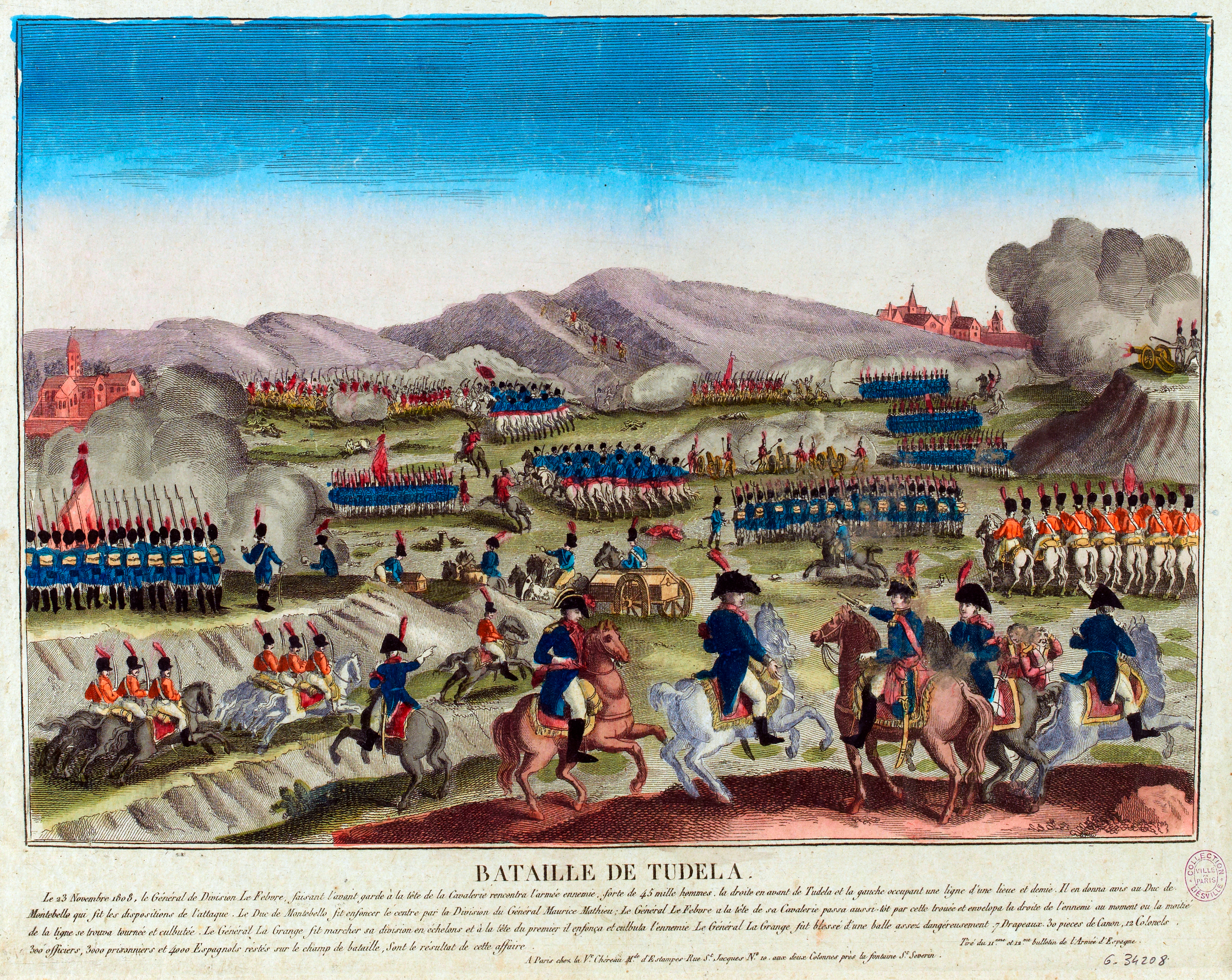
Tras la derrota en la Batalla de Tudela, Perena tuvo que reagrupar las tropas españolas para defender las distintas plazas del Alto Aragón.

Participó más tarde en la Batalla de Tudela, que se saldó con la derrota española, en la que destacó y tras la cual Palafox le encargó la formación de un nuevo batallón en Huesca, por lo que Perena salió el 13 de diciembre de 1808, que una vez formado se debía unir con el formado por fray Teobaldo Rodríguez en la sierra de Alcubierre y formar así un ejército auxiliar, pero los franceses iniciaron el segundo sitio el 21 de diciembre de 1808, estando Perena formando aún su segundo batallón.
Marcharía a unirse junto a las otras tropas el 13 de enero del 1809, pero el 24 de ese mismo mes es desalojado por los franceses de sus posiciones en Leciñena, debido en parte a la inexperiencia de sus tropas y su mal equipo,tras lo cual avanzó por la Noguera hasta Sariñena donde se reunió con el Marqués de Lazán, Luis de Rebolledo, con quien emprendió la marcha hacia Fraga pero que abandonó para ir a defender la plaza de Monzón una vez recibió la noticia de la caída de Zaragoza.
Igualmente abandonará Monzón tras el abandono del gobernador del castillo y la posterior defensa frente varios ataques de una columna francesa del general Habert que posteriormente buscará atacarle por la retaguardia, por lo que se retirará a Tamarite evitando una batalla imposible de ganar, será durante esta retirada en la que recibirá una petición de auxilio del Concejo de Jaca para evitar la toma de la ciudad por los franceses, pero no llegará a tiempo debido a la rápida caída de la ciudad. 
Tras esto se reorganiza en Tamarite e inicia una campaña de guerrilla, aunque también mantuvo combates más encarnizados como el que tuvo con el general francés Habert, quien marchaba a castigar la población de Albelda tras negarse esta a pagar las contribuciones impuestas por el general y que le hizo retirarse, realizando después de estas acciones otras tantas actividades de guerrilla en los alrededores de Huesca, en las que también participó su sobrino Pedro de Perena.
A inicios de febrero del 1810 es atacado los días 8 y 9 por los franceses pero en ambos casos los rechaza y más tarde toma Monzón, que se estaba preparando para el asedio de Lérida, tomando los víveres de la plaza y burlando sucesivamente los intentos franceses de capturarlo.

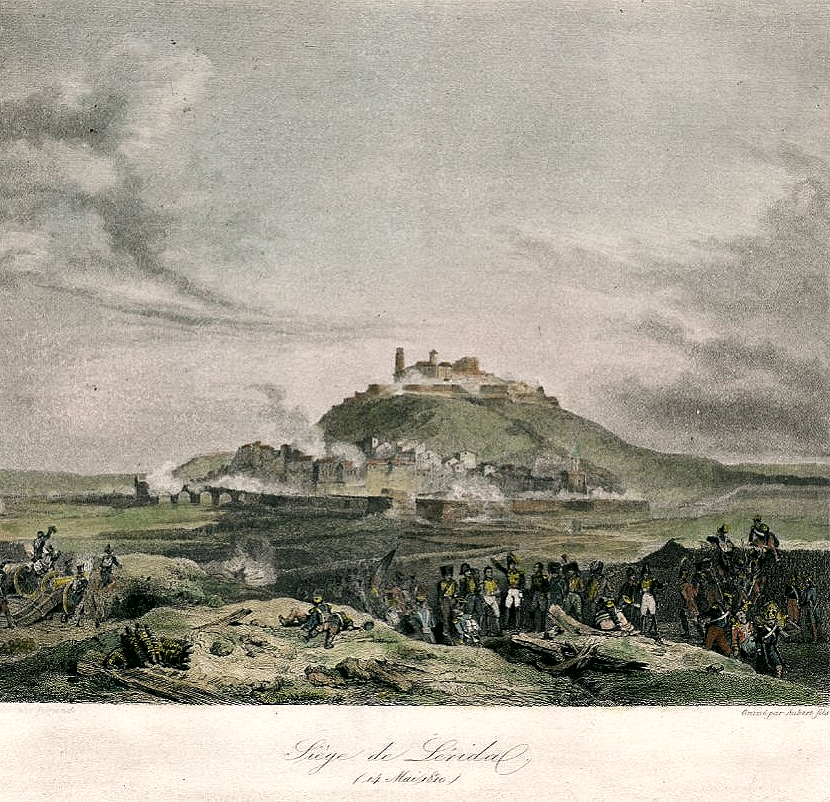
Tras Balaguer, permaneció bajo arresto en Lérida, hasta que fue tomada por los franceses.

A pesar de la toma de los víveres, el general Suchet inició el avance sobre la plaza leridana, por lo que Perena recibió órdenes del gobernador de defender la villa de Balaguer, la cual advirtió que sería imposible defender debido a la falta de suministros y mal estado. A pesar de esto aguantó varios embistes y tras un mes de asedio acordó con sus capitanes retirarse a la orilla izquierda del río Segre para así poder defender mejor la posición, tras lo que el gobernador de Lérida le ordenó volver a la ciudad y cuando el oscense le mostró la imposibilidad de defender la posición sin subsistencias, el General Beguer intentó tomar la plaza de nuevo con parte de las tropas de Perena pero no pudo debido a que los franceses ya la habían tomado, por lo que debieron retirarse a Lérida. 
Ya en Lérida el general Jaime García Conde, lo arrestó y aprisionó en el castillo de la población, donde tras la caída de la ciudad ante los franceses pasó a ser prisionero de guerra, siendo conducido a Zaragoza.

## Prisionero en Francia
El 27 de mayo del 1810 fue conducido a Francia bajo vigilancia constante debido a su fama de escapista, tras un año de cautiverio fue trasladado a la fortaleza de Landau, donde pasó dieciocho meses para luego ser trasladado de nuevo y ser liberado tras la paz.
Tras su captura tras la caída de Lérida y a lo largo de su cautiverio recibió intentos de persuasión por parte de Suchet para que se integrase en el ejército imperial napoleónico, a cambio de puestos de alto rango militar y de gobierno al igual que ocurrió cuando fue llamado por José I, aunque no consiguió convencerle.

## Regreso a España y Guerra Realista
Tras su liberación fue de los primeros en sofocar el levantamiento de Espoz y Mina, presentándose frente a la ciudadela de Jaca para evitar así que esta se pronunciase a su favor, tras lo que se mantuvo en la plaza de Huesca como cuartel desde el 1816 hasta el 1820, cuando fue nombrado gobernador interino de la plaza de Jaca.
Durante el trienio liberal, al cual se adhirió, tomó el grado de comandante de Milicias Nacionales y participó activamente en las operaciones contra los realistas en Aragón durante los años 1822 y 1823, siendo encausado por la Real Junta de Purificaciones aunque no fue una pena dura ya que en el 1826 fue declarado purificado y siendo el mariscal de campo más veterano por aquel entonces fue ascendido a teniente general en el 1830.

## Vida posterior y muerte

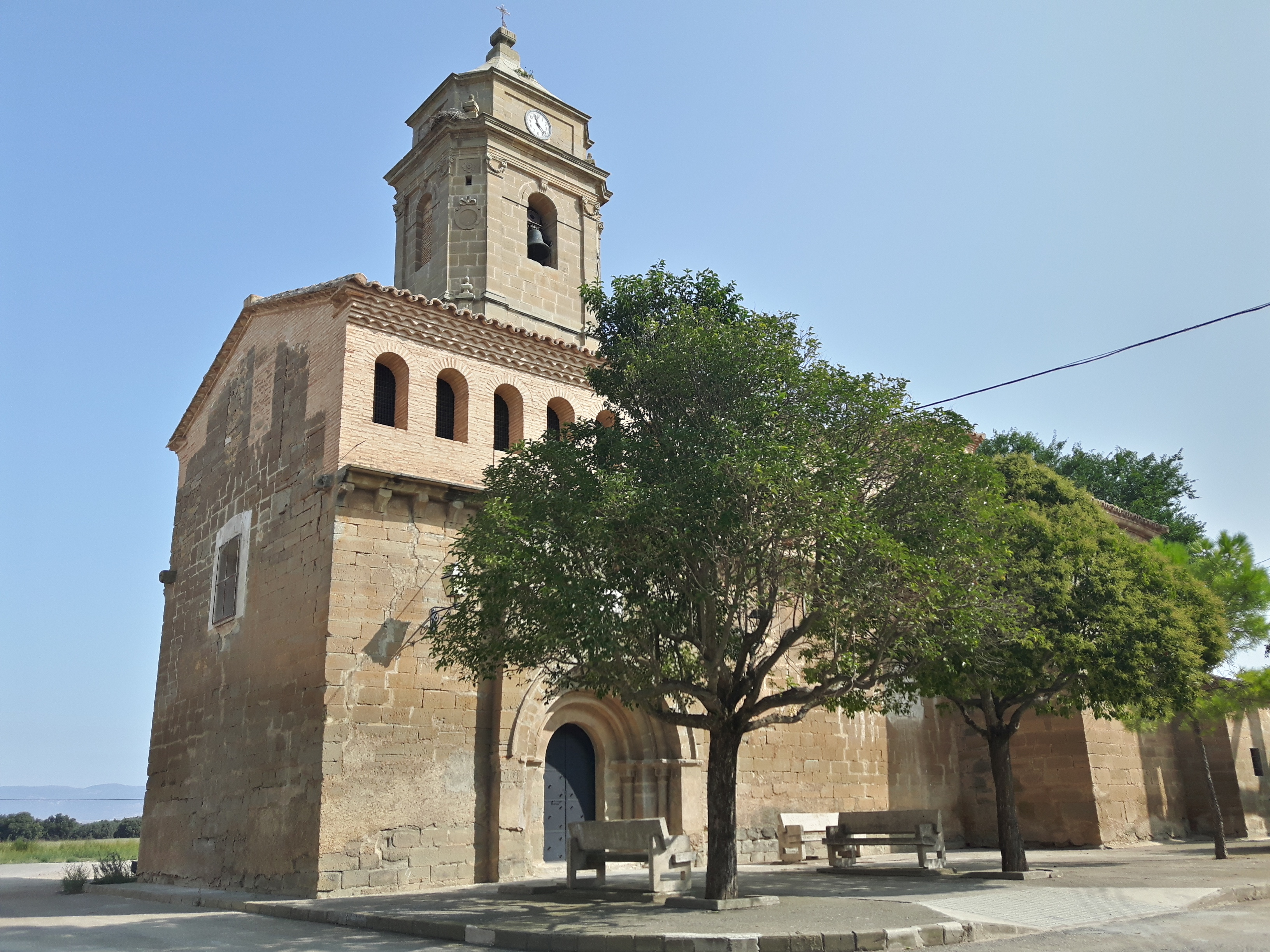
Actualmente se encuentra enterrado en la Capilla de Santo Rosario de San Gil Abad

Pasó los últimos años de su vida atendiendo a los negocios familiares y de su casa, falleciendo el 21 de septiembre de 1834 en Ortilla, siendo enterrado en el cementerio de la población aunque el 22 de abril de 1844 sus restos fueron trasladados a la capilla de Nuestra Señora del Rosario de la iglesia de Ortilla.

## Matrimonio y descendencia
Contrajo matrimonio con Vicenta Fortuño López, hija de Vicente Fortuño y Vicenta López, de Santa Eulalia de la Peña, quien era también infanzona de la casa solariega de los Fortuño de Sabayés;  su antepasado Martín Fortuño de Lobera obtuvo en el 1567 la firma posesoria de la infanzonía.
Se sabe que de su matrimonio tuvo cuatro hijas pero de momento solo se conoce el nombre de dos, Petra y Vicenta, de quienes también se tiene constancia de sus matrimonios.
- Petra Perena Fortuño casó con Francisco Escuer y Casales.
- Vicenta Perena Fortuño casó con Tomás Ramón Juan de la Cruz Villanova y Carimón, abogado en Zaragoza y juez de primera instancia  en Huesca, Guadalajara y Pamplona.